# 柯菲峰
柯菲峰（英語：Curphey Peaks），是南極洲的山峰，位於維多利亞地的彭內爾海岸，屬於鮑爾斯山脈的一部分，海拔高度1,760米，在1983年由新西蘭南極名稱諮詢委員會命名，現時由南極條約體系管理。